# Cornelis Dusseldorp
Cornelis Dusseldorp (* 28. Juni 1908 in Gombong, Niederländisch-Indien, heute Teil von Indonesien; † 11. März 1990 in Luton, Vereinigtes Königreich) war ein niederländischer Ruderer.

## Biografie

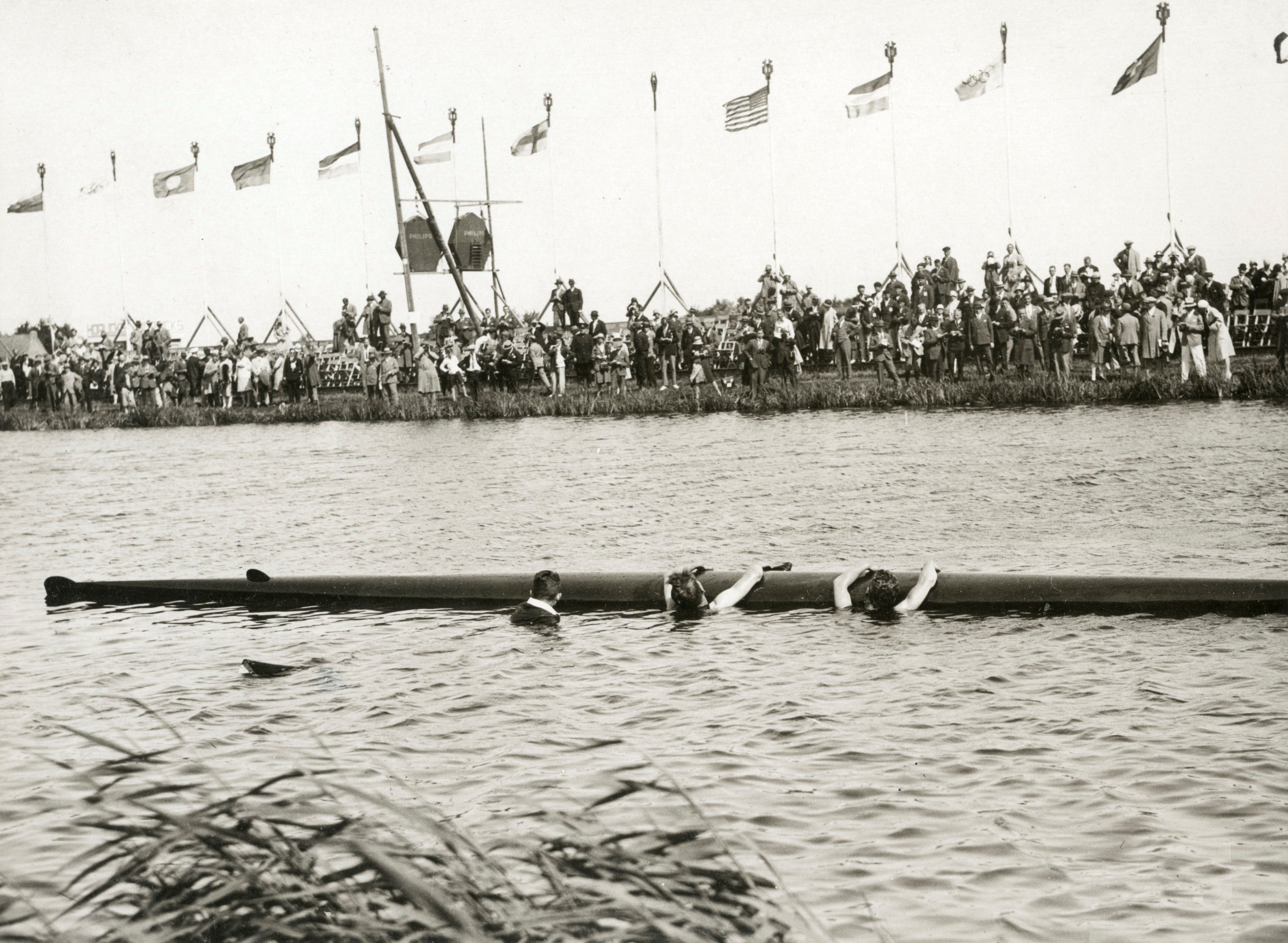
Der gekenterte niederländische Zweier mit Steuermann bei den Olympischen Spielen 1928

Cornelis Dusseldorp nahm bei den Olympischen Sommerspielen 1928 in Amsterdam zusammen mit Tjapko van Bergen und Steuermann Hendrik Smits in der Zweier mit Steuermann-Regatta teil. In ihrem ersten Lauf kenterte die Crew und schied somit aus.